# Hypopyra africana
Hypopyra africana là một loài bướm đêm trong họ Erebidae.